# Südostasienspiele 1993/Badminton
Titelträger im Badminton wurden bei den Südostasienspielen 1993 in Singapur in fünf Einzel- und zwei Mannschaftsdisziplinen ermittelt. Die Wettbewerbe fanden vom 13. bis zum 20. Juni 1993 in der Singapore Badminton Hall statt.

## Medaillengewinner
| Disziplin    | Gold | Silber | Bronze |
| ------------ | --- | --- | --- |
| Herreneinzel | Joko Suprianto | Heryanto Arbi | Sompol Kukasemkij |
| Herreneinzel | Joko Suprianto | Heryanto Arbi | Ong Ewe Hock |
| Dameneinzel  | Sarwendah Kusumawardhani | Yuliani Santosa | Jaroensiri Somhasurthai |
| Dameneinzel  | Sarwendah Kusumawardhani | Yuliani Santosa | Zarinah Abdullah |
| Herrendoppel | Cheah Soon Kit Soo Beng Kiang                                                                                               | Ricky Subagja Rexy Mainaky | Denny Kantono Rudy Gunawan |
| Herrendoppel | Cheah Soon Kit Soo Beng Kiang                                                                                               | Ricky Subagja Rexy Mainaky | Tan Kim Her Yap Kim Hock |
| Damendoppel  | Finarsih Lili Tampi | Eliza Nathanael Zelin Resiana | Ladawan Mulasartsatorn Piyathip Sansaniyakulvilai                                                                                    |
| Damendoppel  | Finarsih Lili Tampi | Eliza Nathanael Zelin Resiana | Tan Lee Wai Lee Wai Leng |
| Mixed        | Rudy Gunawan Eliza Nathanael                                                                                                | Denny Kantono Minarti Timur | Tan Kim Her Tan Lee Wai |
| Mixed        | Rudy Gunawan Eliza Nathanael                                                                                                | Denny Kantono Minarti Timur | Pramote Teerawiwatana Ladawan Mulasartsatorn                                                                                         |
| Herrenteam   | Indonesien Ricky Subagja Heryanto Arbi Rudy Gunawan Denny Kantono Rexy Mainaky Joko Suprianto Ardy Wiranata Alan Budikusuma | Malaysia Cheah Soon Kit Ong Ewe Hock Soo Beng Kiang Tan Kim Her Wong Ewee Mun Yap Kim Hock Yap Kim Hwee Pang Chen                                                                | Thailand Monthon Bumphenkeitikul Kasemsak Chatujinda Sompol Kukasemkij Khunakorn Sudhisodhi Pramote Teerawiwatana Sakrapee Thongsari |
| Herrenteam   | Indonesien Ricky Subagja Heryanto Arbi Rudy Gunawan Denny Kantono Rexy Mainaky Joko Suprianto Ardy Wiranata Alan Budikusuma | Malaysia Cheah Soon Kit Ong Ewe Hock Soo Beng Kiang Tan Kim Her Wong Ewee Mun Yap Kim Hock Yap Kim Hwee Pang Chen                                                                | Singapur Abdul Razak Jaffar Hamid Khan Lim Boon Leng Lim Hong Han Patrick Lau Kim Pong You Kok Kiong                                 |
| Damenteam    | Indonesien Finarsih Sarwendah Kusumawardhani Eliza Nathanael Zelin Resiana Yuliani Santosa Lili Tampi Minarti Timur         | Thailand Plernta Boonyarit Jaroensiri Somhasurthai Ladawan Mulasartsatorn Pornsawan Plungwech Piyathip Sansaniyakulvilai Natawan Yusakul Chantid Thanissara Navaporn Chupandilok | Malaysia Lee Wai Leng Zamaliah Sidek Tan Lee Wai Wong Mee Hung                                                                       |
| Damenteam    | Indonesien Finarsih Sarwendah Kusumawardhani Eliza Nathanael Zelin Resiana Yuliani Santosa Lili Tampi Minarti Timur         | Thailand Plernta Boonyarit Jaroensiri Somhasurthai Ladawan Mulasartsatorn Pornsawan Plungwech Piyathip Sansaniyakulvilai Natawan Yusakul Chantid Thanissara Navaporn Chupandilok | Singapur Chin Yen Li Chin Yen Peng Irene Lee Ong Aili Tan Chi Teng Tan Sian Peng Zanetta Li Yu Zarinah Abdullah                      |

## Resultate

### Herreneinzel
|  | Halbfinale | Halbfinale        | Halbfinale | Halbfinale | Halbfinale |  |  | Finale | Finale         | Finale | Finale | Finale |
|  |            |                   |            |            |            |  |  |        |                |        |        |        |
|  |            |                   |            |            |            |  |  |        |                |        |        |        |
|  |            | Heryanto Arbi     | 13         | 15         | 15         |  |  |        |                |        |        |        |
|  |            | Sompol Kukasemkij | 18         | 6          | 6          |  |  |        |                |        |        |        |
|  |            |                   |            |            |            |  |  |        | Heryanto Arbi  |        |        |        |
|  |            |                   |            |            |            |  |  |        | Joko Suprianto | w      | /      | o      |
|  |            | Ong Ewe Hock      | 16         | 4          |            |  |  |        |                |        |        |        |
|  |            | Joko Suprianto    | 17         | 15         |            |  |  |        |                |        |        |        |
|  |            |                   |            |            |            |  |  |        |                |        |        |        |

### Dameneinzel
|  | Halbfinale | Halbfinale               | Halbfinale | Halbfinale | Halbfinale |  |  | Finale | Finale                   | Finale | Finale | Finale |
|  |            |                          |            |            |            |  |  |        |                          |        |        |        |
|  |            |                          |            |            |            |  |  |        |                          |        |        |        |
|  |            | Sarwendah Kusumawardhani | 11         | 11         |            |  |  |        |                          |        |        |        |
|  |            | Jaroensiri Somhasurthai  | 5          | 5          |            |  |  |        |                          |        |        |        |
|  |            |                          |            |            |            |  |  |        | Sarwendah Kusumawardhani | 11     | 9      | 11     |
|  |            |                          |            |            |            |  |  |        | Yuliani Santosa          | 6      | 11     | 2      |
|  |            | Zarinah Abdullah         | 2          | 3          |            |  |  |        |                          |        |        |        |
|  |            | Yuliani Santosa          | 11         | 11         |            |  |  |        |                          |        |        |        |
|  |            |                          |            |            |            |  |  |        |                          |        |        |        |

### Herrendoppel
|  | Halbfinale | Halbfinale                    | Halbfinale | Halbfinale | Halbfinale |  |  | Finale | Finale                        | Finale | Finale | Finale |
|  |            |                               |            |            |            |  |  |        |                               |        |        |        |
|  |            |                               |            |            |            |  |  |        |                               |        |        |        |
|  |            | Rexy Mainaky Ricky Subagja    | 15         | 15         | 17         |  |  |        |                               |        |        |        |
|  |            | Tan Kim Her Yap Kim Hock      | 17         | 7          | 14         |  |  |        |                               |        |        |        |
|  |            |                               |            |            |            |  |  |        | Rexy Mainaky Ricky Subagja    | 7      | 15     | 7      |
|  |            |                               |            |            |            |  |  |        | Cheah Soon Kit Soo Beng Kiang | 15     | 11     | 15     |
|  |            | Rudy Gunawan Denny Kantono    | 2          | 15         | 14         |  |  |        |                               |        |        |        |
|  |            | Cheah Soon Kit Soo Beng Kiang | 15         | 12         | 17         |  |  |        |                               |        |        |        |
|  |            |                               |            |            |            |  |  |        |                               |        |        |        |

### Damendoppel
|  | Halbfinale | Halbfinale                                        | Halbfinale | Halbfinale | Halbfinale |  |  | Finale | Finale                        | Finale | Finale | Finale |
|  |            |                                                   |            |            |            |  |  |        |                               |        |        |        |
|  |            |                                                   |            |            |            |  |  |        |                               |        |        |        |
|  |            | Finarsih Lili Tampi                               | 15         | 15         |            |  |  |        |                               |        |        |        |
|  |            | Lee Wai Leng Tan Lee Wai                          | 12         | 9          |            |  |  |        |                               |        |        |        |
|  |            |                                                   |            |            |            |  |  |        | Finarsih Lili Tampi           | 15     | 6      | 15     |
|  |            |                                                   |            |            |            |  |  |        | Eliza Nathanael Zelin Resiana | 5      | 15     | 5      |
|  |            | Ladawan Mulasartsatorn Piyathip Sansaniyakulvilai | 4          | 16         |            |  |  |        |                               |        |        |        |
|  |            | Eliza Nathanael Zelin Resiana                     | 15         | 18         |            |  |  |        |                               |        |        |        |
|  |            |                                                   |            |            |            |  |  |        |                               |        |        |        |

### Mixed
|  | Halbfinale | Halbfinale                                   | Halbfinale | Halbfinale | Halbfinale |  |  | Finale | Finale                       | Finale | Finale | Finale |
|  |            |                                              |            |            |            |  |  |        |                              |        |        |        |
|  |            |                                              |            |            |            |  |  |        |                              |        |        |        |
|  |            | Rudy Gunawan Eliza Nathanael                 | 15         | 15         |            |  |  |        |                              |        |        |        |
|  |            | Pramote Teerawiwatana Ladawan Mulasartsatorn | 12         | 3          |            |  |  |        |                              |        |        |        |
|  |            |                                              |            |            |            |  |  |        | Rudy Gunawan Eliza Nathanael | 15     | 18     |        |
|  |            |                                              |            |            |            |  |  |        | Denny Kantono Minarti Timur  | 6      | 15     |        |
|  |            | Tan Kim Her Tan Lee Wai                      | 5          | 2          |            |  |  |        |                              |        |        |        |
|  |            | Denny Kantono Minarti Timur                  | 15         | 15         |            |  |  |        |                              |        |        |        |
|  |            |                                              |            |            |            |  |  |        |                              |        |        |        |

## Medaillenspiegel
| Platz | Land       | Gold | Silber | Bronze | Gesamt |
| ----- | ---------- | ---- | ------ | ------ | ------ |
| 1     | Indonesien | 6    | 5      | 1      | 12     |
| 2     | Malaysia   | 1    | 1      | 5      | 7      |
| 3     | Thailand   | -    | 1      | 5      | 6      |
| 4     | Singapur   | -    | -      | 3      | 3      |